# 対象a
「対象a」（たいしょうアー）は、2007年8月22日に発売されたAnnabelとbermei.inazawaのユニット・anNinaの1作目のシングル。

## 概要
テレビアニメ『ひぐらしのなく頃に解』エンディングテーマで、ジャズ風の曲調にピアノとベースという編成になっている。
曲名の「対象a」とは、フロイト派心理学の用語である。

## 収録曲
1. 対象a [4:15] 
作詞：interface、作曲・編曲：bermei.inazawa
2. ロートシルトRh- [5:22] 
作詞：interface、作曲・編曲：bermei.inazawa
3. 対象a（instrumental）
4. ロートシルトRh-（instrumental）